# جاری (ریو گراند دو سول)
جاری (به پرتغالی: Jari) یک منطقهٔ مسکونی در برزیل است که در ریو گرانده جنوبی واقع شده‌است. جاری ۸۵۶٫۴۶ کیلومتر مربع مساحت و ۳٬۴۸۶ نفر جمعیت دارد و ۴۴۱ متر بالاتر از سطح دریا واقع شده‌است.